# Ligue Féminine de Basket 2020-2021
Il campionato francese di pallacanestro femminile 2020-2021 (Ligue Féminine de Basket) è stato il ventitreesimo (83º in totale dal 1937).
Basket Landes vince il titolo per la prima volta battendo nella finale il Lattes Montpellier.

## Regolamento
Le squadre classificate dal primo all'ottavo posto al termine della regular season si qualificano ai play-off per l'assegnazione del titolo di campione di Francia.
Le squadre classificata al dodicesimo e ultimo posto retrocede in LF2.

## Squadre partecipanti
| Squadra            | Allenatore        | Campo di gioco                                 | Risultato stagione 2019-20(*) |
| ------------------ | ----------------- | ---------------------------------------------- | ----------------------------- |
| Lyon ASVEL         | Valéry Demory     | Salle Mado Bonnet di Lione                     | 1º posto in LBF               |
| C.J.M. Bourges     | Olivier Lafargue  | Palais des sports du Prado di Bourges          | 2º posto in LBF               |
| Lattes Montpellier | Thibaut Petit     | Palais des sports de Lattes di Lattes          | 3º posto in LBF               |
| Flammes Carolo     | Romuald Yernaux   | Caisse d’Epargne Arena di Charleville-Mézières | 4º posto in LBF               |
| Landerneau         | Stéphane Leite    | La Cimenterie di Landerneau                    | 5º posto in LBF               |
| Basket Landes      | Julie Barennes    | Espace Mitterrand di Mont-de-Marsan            | 6º posto in LBF               |
| Roche Vendée       | Emmanuel Body     | Salle des Oudairies di La Roche-sur-Yon        | 7º posto in LBF               |
| Villeneuve-d'Ascq  | Rachid Meziane    | Le Palacium di Villeneuve-d'Ascq               | 8º posto in LBF               |
| Hainaut Basket     | Fabrice Fernandes | Salle Maurice-Hugot di Saint-Amand-les-Eaux    | 9º posto in LBF               |
| Charnay            | Matthieu Chauvet  | Le Cosec di Charnay-lès-Mâcon                  | 10º posto in LBF              |
| Nantes Rezé        | Aurélie Bonnan    | Salle de la Trocardière di Rezé                | 11º posto in LBF              |
| Tarbes             | François Gomez    | Palais des sports du quai de l'Adour di Tarbes | 12º posto in LBF              |

(*) al momento della interruzione del campionato.

## Stagione regolare

### Classifica
|  | Pos. | Squadra                    | Pt | G  | V  | P  | PtF  | PtS  | Diff. |
|  | ---- | -------------------------- | -- | -- | -- | -- | ---- | ---- | ----- |
|  | 1.   | Tango Bourges              | 42 | 22 | 20 | 2  | 1713 | 1428 | +285  |
|  | 2.   | Lyon ASVEL féminin         | 39 | 22 | 17 | 5  | 1735 | 1463 | +272  |
|  | 3.   | Basket Landes              | 38 | 22 | 16 | 6  | 1607 | 1464 | +143  |
|  | 4.   | Lattes Montpellier BLMA    | 36 | 22 | 14 | 8  | 1633 | 1524 | +109  |
|  | 5.   | ESB Villeneuve-d’Ascq LM   | 33 | 22 | 11 | 11 | 1564 | 1613 | -49   |
|  | 6.   | Roche Vendée               | 32 | 22 | 10 | 12 | 1587 | 1619 | -32   |
|  | 7.   | FCBA Charleville-Mézières  | 32 | 22 | 10 | 12 | 1587 | 1543 | +44   |
|  | 8.   | Tarbes Gespe Bigorre       | 31 | 22 | 9  | 13 | 1435 | 1511 | -76   |
|  | 9.   | Charnay Bourgogne Sud      | 30 | 22 | 8  | 14 | 1492 | 1635 | -143  |
|  | 10.  | Landerneau Bretagne        | 29 | 22 | 7  | 15 | 1542 | 1633 | -91   |
|  | 11.  | Saint-Amand Hainaut Basket | 28 | 22 | 6  | 16 | 1397 | 1617 | -220  |
|  | 12.  | Nantes-Rezé Basket 44      | 26 | 22 | 4  | 18 | 1434 | 1676 | -242  |

Legenda:
       Campione di Francia.
       Ammesse ai play-off.
      Retrocessa in LF2.
Regolamento:
Due punti a vittoria, uno a sconfitta.
In caso di parità di punteggio, contano gli scontri diretti e la classifica avulsa.

### Risultati
|                      | BOU   | CLM    | CME   | LBB   | LAN   | LYO   | MON   | NAN   | RVE    | SAN   | TAR   | VAS   |
| -------------------- | ----- | ------ | ----- | ----- | ----- | ----- | ----- | ----- | ------ | ----- | ----- | ----- |
| Bourges              |       | 79–48  | 72–68 | 71–64 | 62–69 | 74–62 | 74–71 | 69–50 | 92–75  | 80–54 | 83–48 | 81–76 |
| Charnay-lès-Mâcon    | 74–83 |        | 79–77 | 69–60 | 69–72 | 54–80 | 70–77 | 76–58 | 87–108 | 72–73 | 63–85 | 76–55 |
| Charleville-Mézières | 68–76 | 70–58  |       | 93–71 | 68–74 | 66–74 | 79–82 | 78–76 | 59–68  | 93–70 | 72–55 | 82–65 |
| Landerneau           | 75–87 | 74–52  | 57–67 |       | 77–85 | 72–83 | 80–75 | 80–69 | 83–75  | 79–87 | 72–79 | 76–80 |
| Landes               | 61–66 | 68–72  | 76–64 | 75–59 |       | 63–75 | 92–71 | 69–61 | 72–69  | 66–60 | 66–70 | 81–57 |
| Lyon ASVEL           | 76–75 | 107–71 | 66–58 | 77–82 | 70–71 |       | 80–67 | 79–61 | 86–61  | 89–55 | 72–53 | 85–68 |
| Lattes Montpellier   | 68–76 | 79–77  | 96–58 | 54–48 | 77–73 | 86–70 |       | 62–60 | 74–78  | 75–61 | 80–65 | 71–59 |
| Nantes Rezé          | 53–88 | 79–59  | 66–79 | 63–76 | 62–83 | 49–87 | 66–83 |       | 82–65  | 70–54 | 70–67 | 59–68 |
| Roche Vendée         | 56–76 | 66–75  | 79–74 | 82–55 | 54–86 | 64–78 | 66–86 | 86–75 |        | 84–42 | 75–59 | 71–76 |
| Saint Amand          | 63–87 | 65–75  | 54–81 | 53–67 | 77–62 | 63–77 | 52–71 | 98–66 | 68–59  |       | 59–73 | 47–63 |
| Tarbes               | 55–65 | 56–59  | 64–59 | 81–66 | 59–75 | 77–91 | 55–45 | 73–68 | 65–70  | 63–57 |       | 63–69 |
| Villeneuve d'Ascq    | 94–97 | 64–57  | 65–74 | 76–69 | 65–68 | 73–71 | 85–83 | 97–71 | 69–76  | 65–85 | 75–70 |       |

## Play-off
Vengono disputati tra le prime otto classificate. I quarti di finale si giocano al meglio delle 2 gare: in caso di pareggio si disputano i tempi supplementari nella gara di ritorno.
Le vincenti disputano le final four con semifinali e finale in gara unica.
|  | Quarti di finale | Quarti di finale     | Quarti di finale   |        |                    | Semifinali | Semifinali | Semifinali |  |  | Finale | Finale             | Finale |
|  |                  |                      |                    |        |                    |            |            |            |  |  |        |                    |        |
|  | 1                | Bourges              | 40                 |        |                    |            |            |            |  |  |        |                    |        |
|  | 8                | Tarbes               | 0                  |        |                    |            |            |            |  |  |        |                    |        |
|  | 8                | Tarbes               | 0                  |        | 1                  | Bourges    | 73         |            |  |  |        |                    |        |
|  |                  |                      |                    |        | 1                  | Bourges    | 73         |            |  |  |        |                    |        |
|  |                  | 4                    | Lattes Montpellier | 74     |                    |            |            |            |  |  |        |                    |        |
|  | 4                | 4                    | Lattes Montpellier | 74     | Lattes Montpellier | 150        |            |            |  |  |        |                    |        |
|  | 4                |                      |                    |        | Lattes Montpellier | 150        |            |            |  |  |        |                    |        |
|  | 5                | Villeneuve d'Ascq    | 131                |        |                    |            |            |            |  |  |        |                    |        |
|  |                  |                      |                    |        |                    |            |            |            |  |  | 4      | Lattes Montpellier | 64     |
|  |                  |                      | 3                  | Landes | 72                 |            |            |            |  |  |        |                    |        |
|  | 2                | Lyon ASVEL           | 238                |        |                    |            |            |            |  |  |        |                    |        |
|  | 7                | Charleville-Mézières | 154                |        |                    |            |            |            |  |  |        |                    |        |
|  | 7                | Charleville-Mézières | 154                |        | 2                  | Lyon ASVEL | 73         |            |  |  |        |                    |        |
|  |                  |                      |                    |        | 2                  | Lyon ASVEL | 73         |            |  |  |        |                    |        |
|  |                  | 3                    | Landes             | 77     |                    |            |            |            |  |  |        |                    |        |
|  | 3                | 3                    | Landes             | 77     | Landes             | 162        |            |            |  |  |        |                    |        |
|  | 3                |                      |                    |        | Landes             | 162        |            |            |  |  |        |                    |        |
|  | 6                | Roche Vendée         | 154                |        |                    |            |            |            |  |  |        |                    |        |

### Quarti di finale
Gare disputate l'andata il 4 maggio, il ritorno l'8 maggio 2021. Bourges passa il turno per la rinuncia di Tarbes Bigorre dovuta al rispetto del protocollo sanitario.
| Squadra 1                | Totale    | Squadra 2          | Andata   | Ritorno  |
| ------------------------ | --------- | ------------------ | -------- | -------- |
| Tarbes Bigorre           | 0 - 40    | Bourges            | 0 - 20   | 0 - 20   |
| Villeneuve d'Ascq        | 131 - 150 | Lattes Montpellier | 77 - 83  | 54 - 67  |
| FCB Charleville-Mézières | 154 - 238 | Lyon ASVEL         | 93 - 121 | 61 - 117 |
| Roche Vendée             | 154 - 162 | Basket Landes      | 82 - 85  | 72 - 77  |

### Final four
Si sono disputate il 13 e il 15 maggio.

#### Semifinali
| Bourges 13 maggio 2021, ore 17:00 CEST                     | Lyon ASVEL | 73 – 77 (13-17; 28-42; 48-52) referto | Basket Landes | Palais des sports du Prado |
| \| \| \| \| \| Raincock-Ekunwe 16 \| Punti \| 18 Suárez \| |            |                                       |               |                            |
|                                                            |            |                                       |               |                            |
| Raincock-Ekunwe 16                                         | Punti      | 18 Suárez                             |               |                            |

| Bourges 13 maggio 2021, ore 21:00 CEST                   | C.J.M. Bourges | 73 – 74 (22-22; 48-41; 61-60) referto | Lattes Montpellier | Palais des sports du Prado |
| \| \| \| \| \| Yacoubou 18 \| Punti \| 30 Hines-Allen \| |                |                                       |                    |                            |
|                                                          |                |                                       |                    |                            |
| Yacoubou 18                                              | Punti          | 30 Hines-Allen                        |                    |                            |

#### Finale
| Bourges 15 maggio 2021, ore 18:30 CEST                          | Basket Landes | 72 – 64 (14-16; 29-29; 50-42) referto | Lattes Montpellier | Palais des sports du Prado |
| \| \| \| \| \| Ayayi-Vukosavljević 16 \| Punti \| 22 Collier \| |               |                                       |                    |                            |
|                                                                 |               |                                       |                    |                            |
| Ayayi-Vukosavljević 16                                          | Punti         | 22 Collier                            |                    |                            |

## Verdetti
- Campione di Francia:  Basket Landes
Formazione:[7] Miranda Ayim, Kendra Chéry, Marie-Ève Paget, Aby Gaye, Katherine Plouffe, Céline Dumerc, Ana Suárez, Lidija Turčinović, Valériane Ayayi-Vukosavljević, Nevena Jovanović. Allenatore: Julie Barennes.
- Retrocessa in LF2:  Nantes-Rezé Basket 44[8]
- Vincitrice Coppa di Francia:  Lattes Montpellier BLMA